# Autokratyczny styl zarządzania
Autokratyczny styl zarządzania przedsiębiorstwem – zwany również dyrektywnym.
Polega on na narzucaniu przez kierownictwo przedsiębiorstwa planów i wytycznych ich realizowania. Stosowany jest najczęściej w dużych scentralizowanych organizacyjnie przedsiębiorstwach. Decyzje pochodzą od najwyższego szczebla kierownictwa i przekazywane są na niższe szczeble w postaci nakazów.